# Priesteramtskandidat
Als Priesteramtskandidat wird in der katholischen Kirche ein Student der Theologie bezeichnet, der sich auf die Weihe zum Priester vorbereitet. Für einen Teil seiner Ausbildung lebt er dabei meist in einem Priesterseminar. Die Priesteramtskandidaten der Ordensgemeinschaften können in Einrichtungen ihres eigenen Konvents oder ihres Ordens ausgebildet werden.
Umgangssprachlich werden Kandidaten auch Seminaristen genannt. Im 18. und 19. Jahrhundert wurden Priesteramtskandidat auch Ordinanden (von lateinisch Ordinandus, „der zu Weihende“) genannt.
Für Priesteramtskandidaten gelten die Regelungen nach dem Geheimanhang Absatz a) des Reichskonkordats bzw. nach dem Wehrpflichtgesetz.
Zur Aufnahme in ein Priesterseminar bewerben sich die Kandidaten, die Weltpriester werden wollen, bei dem jeweiligen Ortsbischof, in dessen Diözese das Priesterseminar liegt. Nach dem Theologiestudium müssen Nachweise zur wissenschaftlich-theologischen Ausbildung an einer Hochschule und über die praktisch-liturgische Ausbildung am Priesterseminar oder Theologenkonvikt erbracht werden. Die weitergehende praktische Ausbildung, welche je nach Diözese einige Monate oder ein Jahr dauert, findet im sogenannten Pastoralseminar statt. Danach kann der Kandidat nach Zulassung die Weihe zum Diakon empfangen.